# Josef Riegler (polityk)
Josef Riegler (ur. 1 listopada 1938 w Judenburgu) – austriacki polityk i rolnik, parlamentarzysta i minister, w latach 1989–1991 wicekanclerz oraz przewodniczący Austriackiej Partii Ludowej.

## Życiorys
Absolwent wiedeńskiego uniwersytetu rolniczego – Universität für Bodenkultur Wien, dyplom inżyniera uzyskał w 1965. Pracował w rodzinnym gospodarstwie rolnym, następnie od połowy lat 60. jako nauczyciel przedmiotów rolniczych i dyrektor szkoły rolniczej. Zaangażował się w działalność polityczną w ramach Austriackiej Partii Ludowej. Dołączył również do afiliowanej przy niej organizacji rolniczej Österreichischer Bauernbund. Od 1972 do 1980 był jej prezesem w Styrii, a następnie do 1983 kierował federalnymi strukturami tego związku. W latach 1975–1993, w 1990 i od 1991 do 1993 sprawował mandat posła do Rady Narodowej. Od 1983 do 1987 wchodził w skład regionalnego rządu w Styrii.
Od stycznia 1987 do kwietnia 1989 sprawował urząd ministra rolnictwa i leśnictwa. W 1989 został przewodniczącym Austriackiej Partii Ludowej, którą kierował do 1991. W kwietniu 1989 został wicekanclerzem oraz ministrem ds. reformy administracyjnej, zakończył urzędowanie w lipcu 1991 (jako wicekanclerz) oraz w październiku 1991 (jako minister). Później kierował związanym z ÖVP think tankiem Ökosozialen Forum.